# Katarzyna Hall

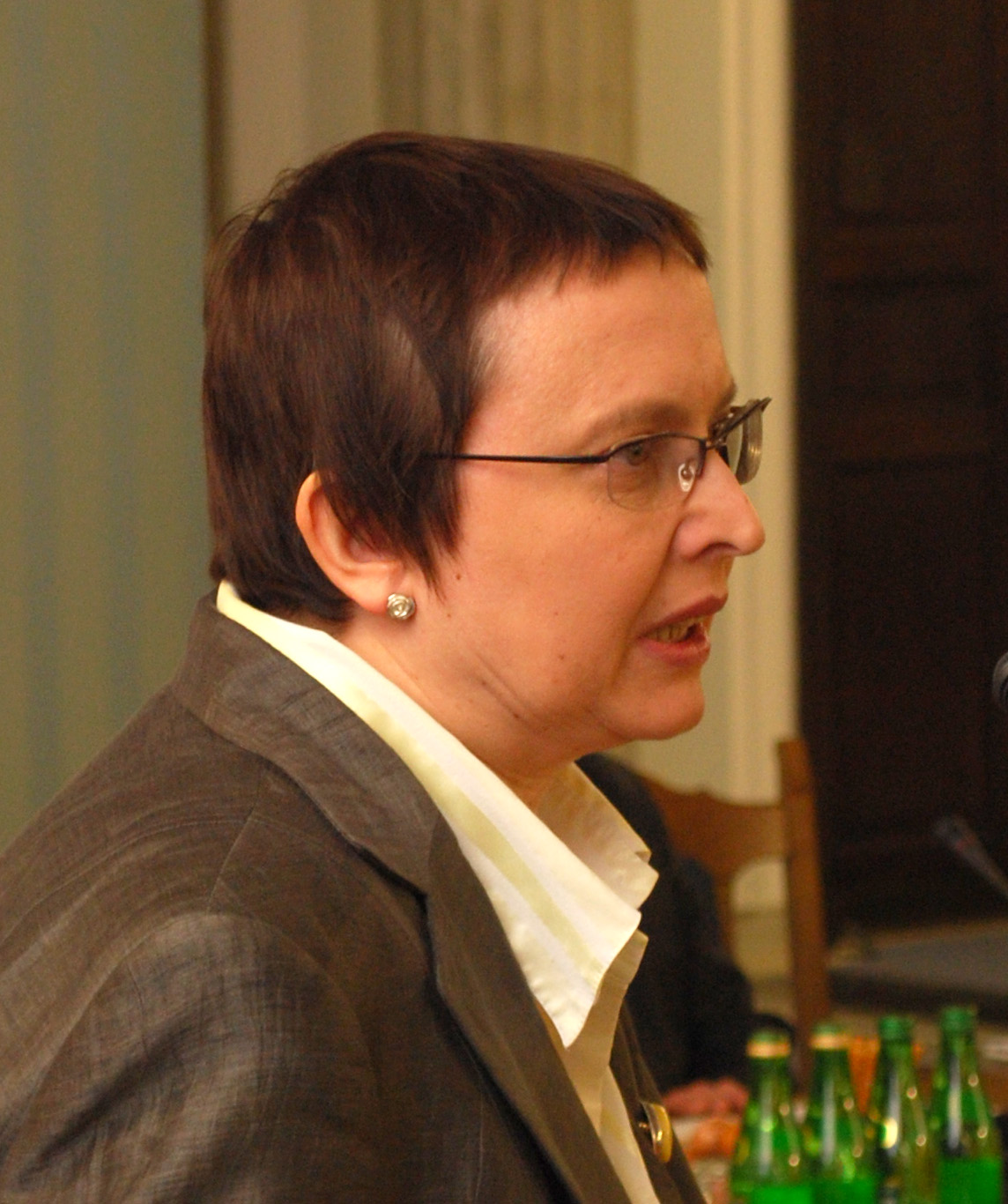
Katarzyna Hall

Katarzyna Hall (kata'ʒɨna 'xal), geborene Kończa, (* 15. März 1957 in Danzig) ist eine polnische Politikerin. Von 2007 bis 2011 war die parteilose Hall Bildungsministerin in der Regierung von Donald Tusk. Sie gehörte von 2011 bis 2015 dem Sejm in der VII. Wahlperiode an.

## Leben
Katarzyna Hall schloss das 8. allgemeine Gymnasium (VIII Liceum Ogólnokształcące) in ihrer Heimatstadt ab und studierte  anschließend an der Universität Danzig Mathematik. 1976 heiratete sie ihren ersten Mann, mit dem sie zwei Söhne (geboren 1978 und 1979) hat. Kurz nach der Geburt des zweiten Sohns verstarb ihr Mann. Im August 1980 wurde sie Lehrerin an einer allgemeinen Sportschule, bevor sie 1984 Mitarbeiterin am Institut für Mathematik der Universität Danzig wurde. 1989 engagierte sie sich beim Aufbau des ersten privaten Lyzeums der Dreistadt, das Danziger unabhängiges Lyzeum (Gdańskie Liceum Autonomiczne). 1996 heiratete sie den polnischen Politiker Aleksander Hall, mit dem sie einen Sohn hat. 1999 bis 2001 war sie Mitglied des Konsultationsrates für Bildungsreformen. Weiterhin war sie Redakteurin des Programms für Grund- und Realschulen sowie Gymnasien Klocki Autonomiczne.  2004 bis 2005 war sie Koordinatorin des Programms „Szkoła otwarta na świat“ (Schule offen für die Welt), das sich hauptsächlich mit dem Erfahrungsaustausch mit ukrainischen Schulen beschäftigte. Am 13. Februar 2006 wurde sie stellvertretende Präsidentin der Stadt Danzig.
Dem Kabinett Tusk I gehörte sie als Bildungsministerin an. Bei den Parlamentswahlen 2011 wurde sie auf der Liste der PO in den Sejm gewählt und schied aus der Regierung aus. Ihre Nachfolgerin wurde Krystyna Szumilas. 2015 trat sie nicht mehr an und zog sich aus der Politik zurück.